# 小行星91428
小行星91428（91428 Cortesi）是一颗绕太阳运转的小行星，为Fascia principale。该小行星于1999年8月19日发现。
該小行星以瑞士天文學家塞爾吉奧·科特西（Sergio Cortesi）命名。

## 轨道参数
小行星91428的轨道半长轴为2.6311744 UA，离心率为0.144。